# Atchison (Kansas)
Atchison város az USA Kansas államában. Lakosainak száma 10 885 fő (2020. április 1.).

## Népesség
A település népességének változása:

| 2010 | 11 021 |
| 2020 | 10 885 |